# Boh (woreda)
Pour les articles homonymes, voir BOH.
Boh (ou Bokh,, en somali : Bookh) est un woreda de l'est de l'Éthiopie situé dans la zone Dollo de la région Somali. Ce district a 103 164 habitants en 2007 et porte le nom de son centre administratif. Sa partie orientale se détache récemment sous le nom de Galhamur.
Situé dans la pointe est de la région Somali, le district est frontalier du Somaliland et de la Somalie.
Son centre administratif, qui peut s'appeler Boh, Bookh, ou Bokh , se situe vers 500 m d'altitude environ 160 km au nord-est de Warder.
| Danod  |     | (Somaliland) |
|        | Boh | Galhamur     |
| Galadi |     | (Somalie)    |

Le recensement national de 2007 fait état dans le district d'une population de 103 164 habitants dont 9 % de citadins qui sont les 4 326 habitants du centre administratif ainsi que 3 374 habitants à Merkan[Où ?] et 1 503 habitants à Dimeryad[Où ?].
Presque tous les habitants sont musulmans.
En 2022, la population est estimée sur le même périmètre à 150 152 personnes avec une densité de population de onze personnes par km2 et 13 360 km2 de superficie.
Le district se réduit cependant à 8 074 km2 depuis le transfert de 5 368 km2 à Galhamur.